# آپولون ایکس‌آی
آپولون ایکس‌آی (به انگلیسی: Apollon XI) یا آپولون ۱۱ یک کشتی است که طول آن ۱۰۳٫۵۴ متر (۳۳۹٫۷ فوت) می‌باشد. این کشتی در سال ۱۹۵۲ ساخته شد.